# 李谈
李谈（？-前257年），史记中司马迁将他记载为李同。战国时期赵国人。在邯郸之战中，向赵国的主事者平原君提供了建议，他率领敢死队在和秦军决战中战死，最终赵国获得了邯郸之战的胜利。

## 进言平原
平原君在楚国约定联盟回到赵国，邯郸被秦军围得十分危急，魏国和楚国的救兵尚未到。馆驿官吏的儿子李谈提出建议，说邯郸城的平民十分穷困，而平原君府中生活仍然十分富余，建议平原君散尽家财招募军队资助士兵，让夫人以下的婢妾充军，平民和士兵们必然感恩戴德。平原君采纳了他的建议。

## 激战身死
李谈的策略募集了三千人的敢死队，李谈带领着三千人和秦军决战，秦军退却了三十里，直到魏国、楚国的援军到来，秦军退兵。然而李谈在此役中战死，他的父亲被追功封为李侯。